# 何初彦
何 初彦（が はつひこ、1911年5月4日 - 1997年7月19日）は、日本の新聞学研究者、東京大学名誉教授。東京大学新聞研究所教授及び所長、上智大学教授などを歴任した。

## 経歴
元唐通事何礼之の義孫何盛三（海軍中将で男爵の赤松則良の三男）の長男として生まれる。

旧制第四高等学校（現・金沢大学）から東京大学に進み、文学部美学及び芸術史学科に学ぶ。また、海軍で兵役に就いた。
戦前（少なくとも1941年の時点）には、文化学院で歴史を講じていた。
1946年から、上智大学専門部新聞科で非常勤の兼任講師として「雑誌論」を講じ、新制大学発足とともに設けられた文学部新聞学科でも引き続き、長らく「雑誌論」や「映画論」の授業を担当した。
1949年に設置された東京大学新聞研究所（後の東京大学大学院情報学環・学際情報学府の前身のひとつ）に助教授、教授として長く所属し、所長も務めた。
1971年、上智大学大学院文学研究科に新聞学専攻課程が開設されると、マス・メディア論関係の授業を担当した。1972年、東京大学を退官し、上智大学文学部新聞学科の専任となった。
この間、1973年から1976年にかけて、図書館長を務めた。
1982年に上智大学を退職した。
1989年から1994年にかけて、第37回から第42回の日本エッセイスト・クラブ賞選考委員を務めた。

## 系譜
何初彦は、江戸時代に代々唐通事を務めた何家の第10代当主であった。ただし、何家は代々養子をとる例も多く、第8代何礼之も、林洞海の子であった武を養子としており、初彦は血統の上では林研海や西紳六郎などの甥にあたる。